# Cratere Diophantus
Diophantus è un cratere lunare di 17,57 km situato nella parte nord-occidentale della faccia visibile della Luna, nella zona di sud-ovest del Mare Imbrium, a sud del più largo cratere Delisle. A nord del cratere si trova la Rima Diophantus. Poco al di fuori della parete di sud-ovest, si trova un altro piccolo cratere d'impatto.
Le pareti interne di Diophantus sono particolarmente ripide, mentre la parte centrale risulta poco elevata. La parete settentrionale del cratere è caratterizzata dalla presenza di striature verticali di materiale scuro. Si ritiene che il cratere si sia formato in una zona dove la superficie era formta da colate di lava recente, chiara, che hanno coperto un più antico strato piroclastico, scuro: le pareti del cratere tagliano questi strati e nei punti dove affiora il materiale piroclastico sono poi avvenuti dei cedimenti e delle frane che danno forma alle striature verticali che si osservano.
Il cratere è dedicato al matematico ellenico Diofanto di Alessandria.

## Crateri correlati
Alcuni crateri minori situati in prossimità di Diophantus sono convenzionalmente identificati, sulle mappe lunari, attraverso una lettera associata al nome.
| Diophantus | Coordinate            | Diametro (in km) |
| ---------- | --------------------- | ---------------- |
| B          | 29°04′48″N 32°32′24″W | 6,19             |
| C          | 27°17′24″N 34°44′24″W | 4,62             |
| D          | 26°54′36″N 36°22′48″W | 4,24             |

Il cratere Diophantus A è stato ridenominato dall'Unione Astronomica Internazionale Artsimovich nel 1973.